# Instytut Niemieckich Prac na Wschodzie
Institut für Deutsche Ostarbeit (w skrócie IDO; Instytut Niemieckich Prac na Wschodzie, błędnie: Instytut Niemieckiej Pracy Wschodniej, potocznie w czasie wojny – „Ostinstytut”) – utworzona przez nazistowskich Niemców w Krakowie w latach 1940–1945 placówka naukowa o charakterze zwłaszcza antropologiczno-etnograficznym z siedzibą w Collegium Maius; jej zadaniem było zbieranie materiałów o domniemanym niemieckim charakterze ziem polskich. Dyrektorem Instytutu był do roku 1945 dr Wilhelm Coblitz.
Po zamknięciu przez Niemców Uniwersytetu Jagiellońskiego instytut przejął zasoby Biblioteki Jagiellońskiej, którą przemianowano na Staatsbibliothek. Instytut posiadał dwa wydziały filialne w Warszawie i Lwowie i korzystał z kilku stacji badawczych na prowincji (m.in. w Puławach i Końskiem k. Lwowa).

## Historia Instytutu
Instytut powołano decyzją gubernatora Hansa Franka z dnia 20 kwietnia 1940 roku, w dniu urodzin Adolfa Hitlera. Hans Frank sam siebie mianował prezesem Instytutu, na dyrektora wyznaczono Wilhelma Coblitza. Planowano utworzenie dalszych filii Instytutu poza Warszawą i Lwowem. Z założenia IDO miał stanowić zalążek przyszłego niemieckiego uniwersytetu, podobnie jak utworzony w Poznaniu Reichsuniversität Posen. Jako zaplecze naukowe w organizowaniu IDO uczestniczyli pracownicy niemieckich ośrodków zajmujących się problematyką wschodnioeuropejską z Berlina, Królewca, Wrocławia i Wiednia. Institut für Deutsche Ostarbeit posiadał kilkanaście sekcji zajmujących się rozmaitymi dyscyplinami nauki. Kilka sekcji, w tym głównie sekcja rasowa i ludoznawcza (niem. Sektion Rassen und Volkstumsforschung), kierowana przez antropologów austriackich, podejmowało terenowe misje badawcze. Najbardziej kontrowersyjne z tych misji skierowano m.in. do getta w Tarnowie. Badania prowadzono również na Podhalu, ziemi sądeckiej, w koloniach niemieckich powstałych na terenie Polski w XVIII/XIX w. oraz na wsiach łemkowskich. W badaniach chodziło zarówno o politykę ekonomiczną, jak i etniczną – wydzielenie grup etnicznych i segregację ludności. IDO zatrudniała przy tym miejscowych ekspertów na niższych funkcjach pomocniczych, niezbędnych z uwagi na językowe i merytoryczne kompetencje.
Instytut zatrudniał m.in. ok. 150 polskich naukowców (w różnych okresach, w tym ok. 70 na etatach), głównie z UJ, takich jak Włodzimierz Antoniewicz (archeolog i przedwojenny rektor UW), Mieczysław Małecki (językoznawca), Władysław Semkowicz (historyk mediewista), Franciszek Sławski (slawista), Marian Plezia (filolog klasyczny), Przemysław Dąbkowski (historyk prawa, profesor Uniwersytetu im. Jana Kazimierza we Lwowie), a także Tadeusz Ulewicz (historyk literatury z UJ). Pracownikiem IDO był także Tadeusz Kantor.
Po 1942 r. zmilitaryzowano IDO i zwolniono znaczną część Polaków, zatrudniając grupę obywateli sowieckich liczącą ok. 80 osób, w tym kilkunastu samodzielnych pracowników naukowych ze specjalności medycznych i przyrodniczo-technicznych. Byli to głównie Własowcy i współpracujący z Niemcami Ukraińcy (wielu związanych z UPA), przemieszczający się na zachód wraz z armią niemiecką wycofującą się z frontu wschodniego. Zatrudnieni byli przy różnych niemieckich projektach wojskowych. Chociaż, jak potwierdzają polscy świadkowie, ich głównym celem była ucieczka ze stalinowskiej Rosji i na ogół praca ich bezpośrednio nie przyniosła Niemcom wymiernej korzyści, to jednak byli wśród nich także i tacy, którzy zgłaszali gotowość udziału w zbrodniczych eksperymentach pseudonaukowych na ludziach, co miało być kontynuacją ich działalności profesjonalnej w służbie reżimu stalinowskiego. Władze IDO obiecały ewakuować całą grupę rosyjsko-ukraińską, jednak do Niemiec – a później, w ramach m.in. powojennej Operation Paperclip, do USA i Kanady – trafiło zaledwie kilkunastu jej członków. Losy reszty 80-osobowej grupy są nieznane. IDO korzystał także z niewolniczej pracy więźniów obozów pracy i koncentracyjnych.
Oficjalnym kanałem informacyjnym wydawanym przez „Institut für Deutsche Ostarbeit” było czasopismo „Die Burg” pełniące funkcję propagandową i edukacyjną.
Przed zajęciem Krakowa przez Armię Czerwoną część zbiorów i dokumentacji naukowej Instytutu została ewakuowana do Bawarii. Po wojnie materiały te zostały wywiezione do USA.

## Współczesność
Po wojnie, w okresie stalinowskim, kilkakrotnie rozpętywano nagonkę przeciwko polskim pracownikom IDO, m.in. w prasie, oskarżając ich o kolaborację z okupantem i posługując się metodami analogicznymi do środków stosowanych w zwalczaniu AK i powojennego ruchu oporu niepodległościowego. Kiedy w latach 2002–2003 wznowiono ataki na podstawie zarzutów z epoki stalinowskiej, ujawnione zostały ukrywane przez cały okres istnienia PRL meldunki AK dotyczące IDO i Polaków zatrudnionych w tej niemieckiej instytucji. Okazało się, że zostały one sporządzone przez komórkę AK działającą wewnątrz IDO i skupioną wokół Małeckiego i Semkowicza. Celem aktywności tejże grupy była: 1) obserwacja poczynań niemieckich naukowców w IDO oraz, w miarę możliwości, dywersja i przeciwdziałanie planom szkodliwym dla ludności polskiej; 2) ochrona mienia Uniwersytetu Jagiellońskiego i dóbr kultury polskiej oraz monitorowanie aktów destrukcji i wywożenia majątku ruchomego. Ocalałe w prywatnych zbiorach dokumenty dowodzą, że Małecki wraz z zespołem polskich pracowników IDO zbierał dane wewnątrz niemieckiej placówki i redagował meldunki celem wyjaśnienia statusu i racji bytu Polaków w IDO – wobec wątpliwości budzących się w organach Polskiego Państwa Podziemnego, odległych i nieznających sytuacji bliżej. Wyciąg z meldunków M. Małeckiego trafił do tzw. Archiwum Bienia, opublikowanego w 2001 r., krótko przed wybuchem kampanii oszczerstw z 2002-2003, lecz niedostrzeżonego (!) przez jej organizatorów.
23 października 2007 większość kolekcji „Sektion Rassen und Volkstumsforschung” została przekazana przez władze Smithsonian Institution stronie polskiej, w obecności prezydenta RP w Konsulacie Generalnym RP w Nowym Jorku, jako dar dla Uniwersytetu Jagiellońskiego. Rozproszone po wojnie prace IDO znajdują się w kilku polskich instytucjach archiwalnych: Archiwum Uniwersytetu Jagiellońskiego, Archiwum Państwowym w Krakowie, Głównej Komisji Badania Zbrodni Hitlerowskich w Polsce (obecnie w składzie Instytutu Pamięci Narodowej) oraz Archiwum Akt Nowych w Warszawie.

## Struktura organizacyjna Instytutu
- Sekcja prahistorii – Prof. Werner Radig
- Sekcja historyczna – Prof. Werner Radig
- Sekcja historii sztuki – Prof. Werner Radig
- Sekcja prawnicza
- Sekcja językoznawcza
- Sekcja ekonomii – Dr Emmerich
- Sekcja agrarna – Prof. Friedrich Christiansen-Weniger
- Sekcja krajobrazu
- Sekcja leśnictwa – Prof. Kurt Mantel, Prof. inż. dr Anton Kriesche
- Sekcja nauk o ziemi
- Sekcja rasowa i ludoznawcza – Prof. Elfriede Fliethmann